# Kepler-10 b
Kepler-10 b è un pianeta extrasolare che orbita attorno alla stella Kepler-10, una nana gialla piuttosto simile al Sole, distante 560 anni luce dal sistema solare, visibile nella costellazione del Dragone.
Si tratta probabilmente di un pianeta roccioso molto simile alla Terra per la struttura, ma troppo vicino alla stella per ipotizzare eventuale presenza di acqua allo stato liquido. Il pianeta è stato individuato dopo otto mesi di osservazione con il telescopio spaziale Kepler della NASA.

## Il Pianeta

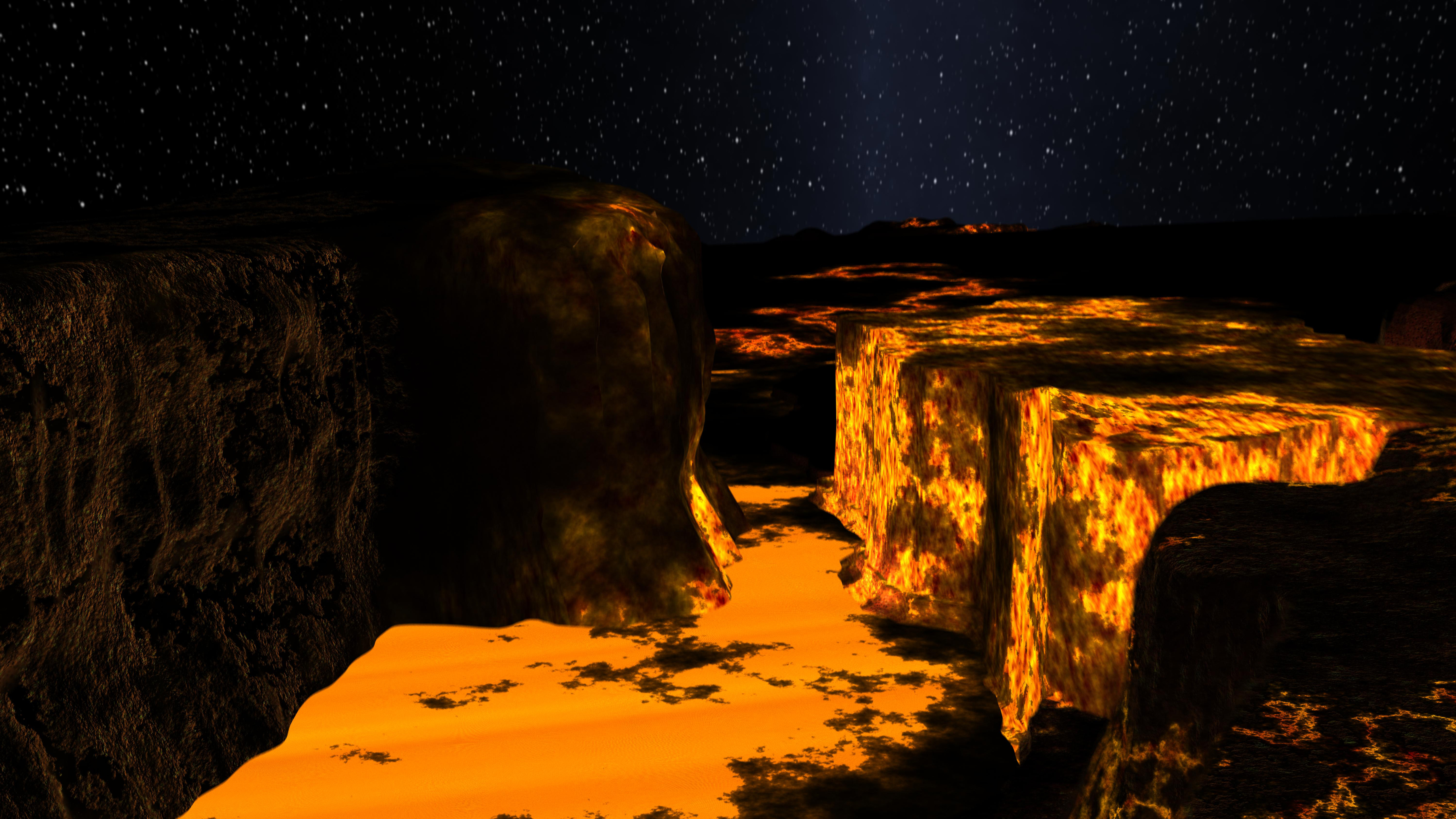
Rappresentazione artistica della superficie rovente di Kepler-10b; definito anche "pianeta di lava", con temperature superficiali superiori ai 1800 K.

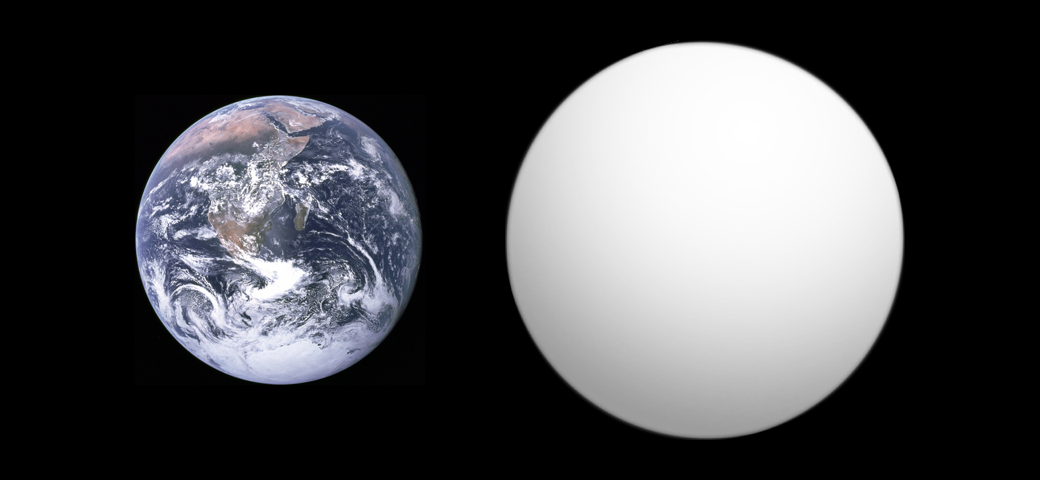
Raffronto tra le dimensioni della Terra e di Kepler-10b.

Kepler-10b ha un raggio pari a 1,47 volte quello terrestre e una massa 4,6 volte superiore. La sua orbita è molto stretta, con una distanza dalla sua stella di circa un ventesimo di quella di Mercurio dal Sole. Il periodo di rivoluzione attorno alla stella madre è di circa 20 ore e la superficie del pianeta raggiunge temperature attorno ai 2000 gradi.
La scoperta è significativa perché è il primo pianeta extrasolare roccioso scoperto fino al gennaio 2011, ed anche il più piccolo dei pianeti extrasolari scoperti fino a quella data. I dati sulla massa, sul diametro e sulla rivoluzione sono stati ottenuti studiando le eclissi luminose e le perturbazioni gravitazionali della stella attorno alla quale orbita il pianeta.